# Pysslingskinnbaggar
Pysslingskinnbaggar, Dipsocoridae är en insektsfamilj i underordningen skinnbaggar, Heteroptera. Pysslingskinnbaggar ingår i överfamiljen Dipsocoroidea, ordningen halvvingar, klassen egentliga insekter, fylumet leddjur och riket djur.